# Acté
Acté est un roman d'Alexandre Dumas, écrit en 1837 et publié en 1838.
Le roman est inspiré du personnage historique Claudia Acte.
Il fait partie des nombreuses sources d'inspiration du roman "Quo vadis ?".

## Résumé
En 57 à Corinthe (Grèce), Acté (15 ans) accueille Lucius (20 ans) qui débarque de Rome pour les jeux olympiques, et l'héberge. Lucius remporte la lutte, la course de chars et le chant. Puis il emmène Acté sur son navire et lui offre l'esclave Sabina. Il rentre à Rome en triomphe et Acté découvre que Lucius n'est autre que Néron. Agrippine, la mère de Néron, apprend à Acté qu'il a empoisonné son demi-frère Britannicus pour prendre sa place, qu'il vit de luxure, et demande à Acté de le guérir de ses vices. Mais Acté demande à Agrippine de l'empêcher de le voir. Néron fait tuer Aggrippine (sa propre mère). L'apôtre Paul, proscrit, recueille Acté et l'emmène chez les chrétiens dans les catacombes. Paul est arrêté par Néron qui épouse Sabina. Acté rejoint Paul qui la baptise avant d'être décapité. Livrée aux fauves dans les arènes, Acté est sauvée par un ami de Paul. L'Espagne se révolte contre Néron, et la révolte gagne Rome. Néron fuit et se suicide à 32 ans.

## Éditions récentes
- Acté, Paris, Arléa, 2006, 223 p., 21 cm (ISBN 978-2-86959-726-6, OCLC 421054459).